# 起雲閣
| 起雲閣 内田信也別邸 |  | 同 根津嘉一郎別邸 |
| 起雲閣 内田信也別邸 |  | 同 根津嘉一郎別邸 |

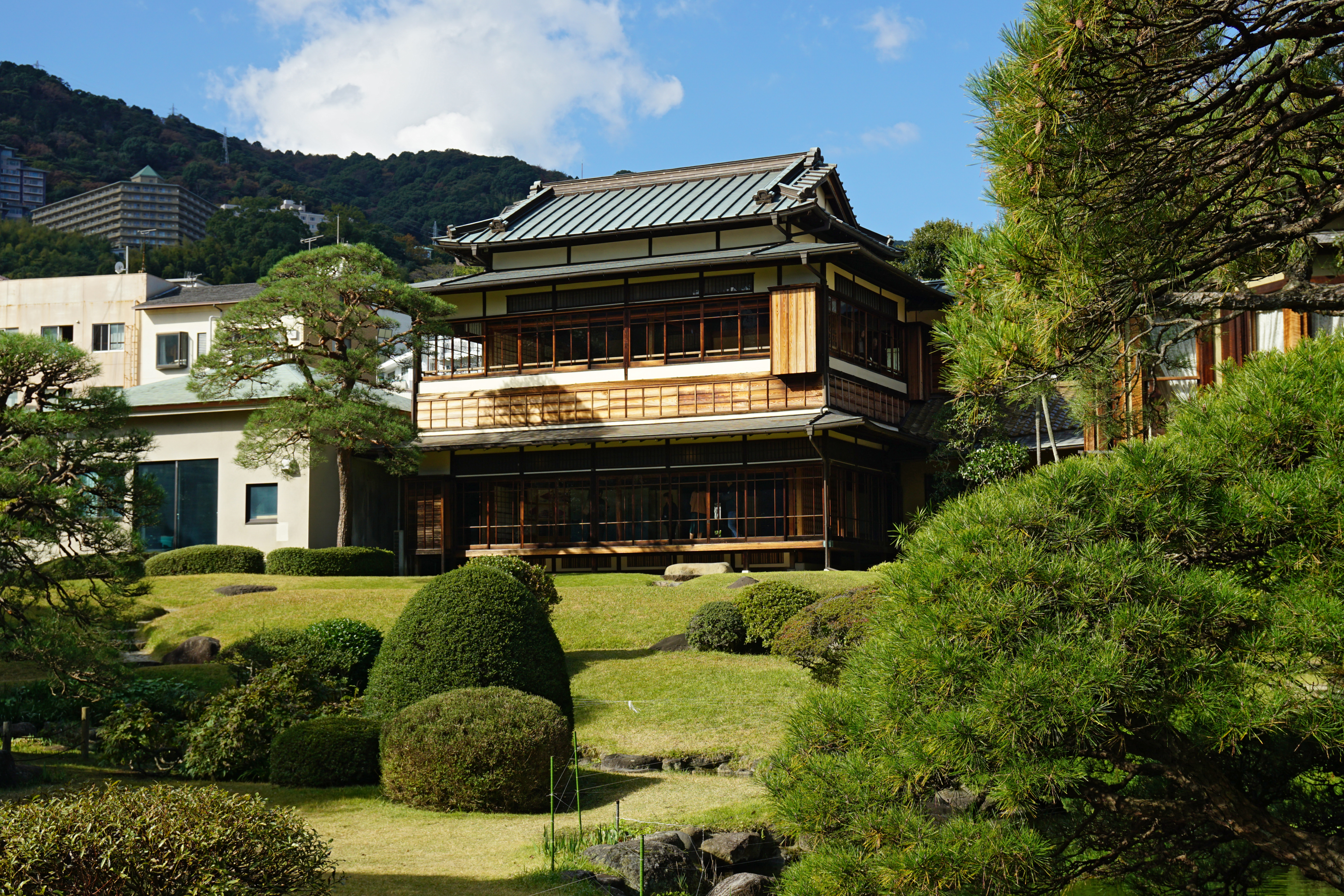
起雲閣

起雲閣（きうんかく）は静岡県熱海市昭和町にある近代建築。熱海市指定有形文化財。

## 概要
1919年（大正8年）に実業家・政治家の内田信也が実母の静養のための別邸として建設。1925年（大正14年）に実業家・根津嘉一郎が内田から土地・建物を取得し根津別邸となり、洋館を増築。岩崎別荘、住友別荘と並び「熱海の三大別荘」と賞賛された。
1947年（昭和22年）に金沢でホテルを経営していた桜井兵五郎が取得し「起雲閣」と名付け旅館として開業。熱海を代表する宿として、山本有三、志賀直哉、谷崎潤一郎、太宰治、舟橋聖一、武田泰淳などの文豪たちにも愛された。1958年（昭和33年）には三島由紀夫が新婚旅行で宿泊した。また、仲代達矢や竹下景子も新婚旅行で宿泊している。
1992年12月には将棋の第5期竜王戦第6局の対局場となった（谷川浩司対羽生善治、孔雀の間）。
日本観光株式会社が所有し旅館として営業を続けていたが、1999年に日本観光が破産。熱海市が取得の意向を表明し、市議会での可決を経て2000年に12億円で取得し、以降は熱海市所有の観光施設となっている。
日本近代建築の特徴を備えており、暖炉やガラスの採光、そしてローマ風呂といった大正時代以降のモダンな建築様式が残っている。
その外観や内装から、多くの映画・ドラマの撮影場所としても使用されている。

## 施設
- 和館2棟「麒麟・大鳳」「孔雀」

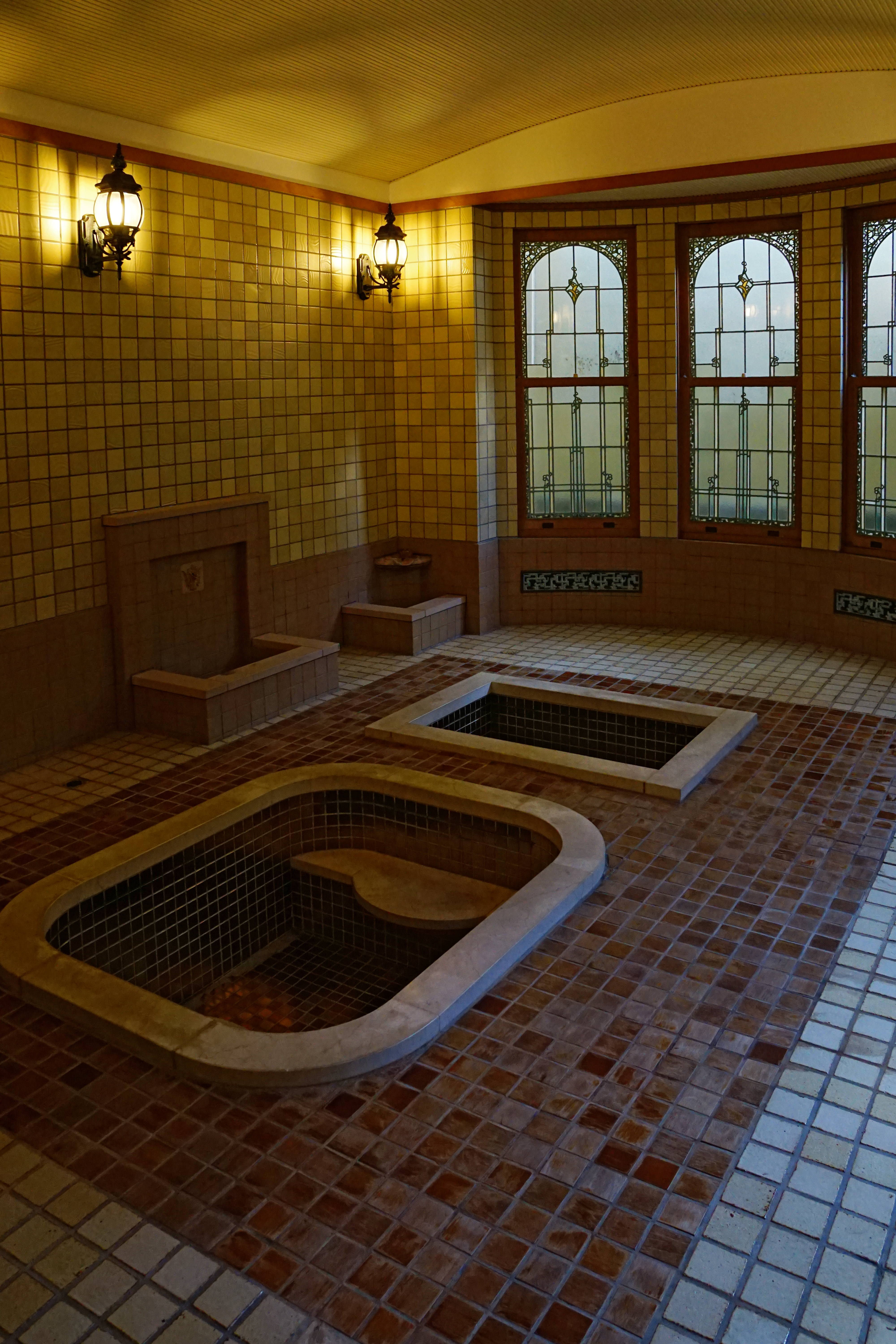
ローマ風浴室

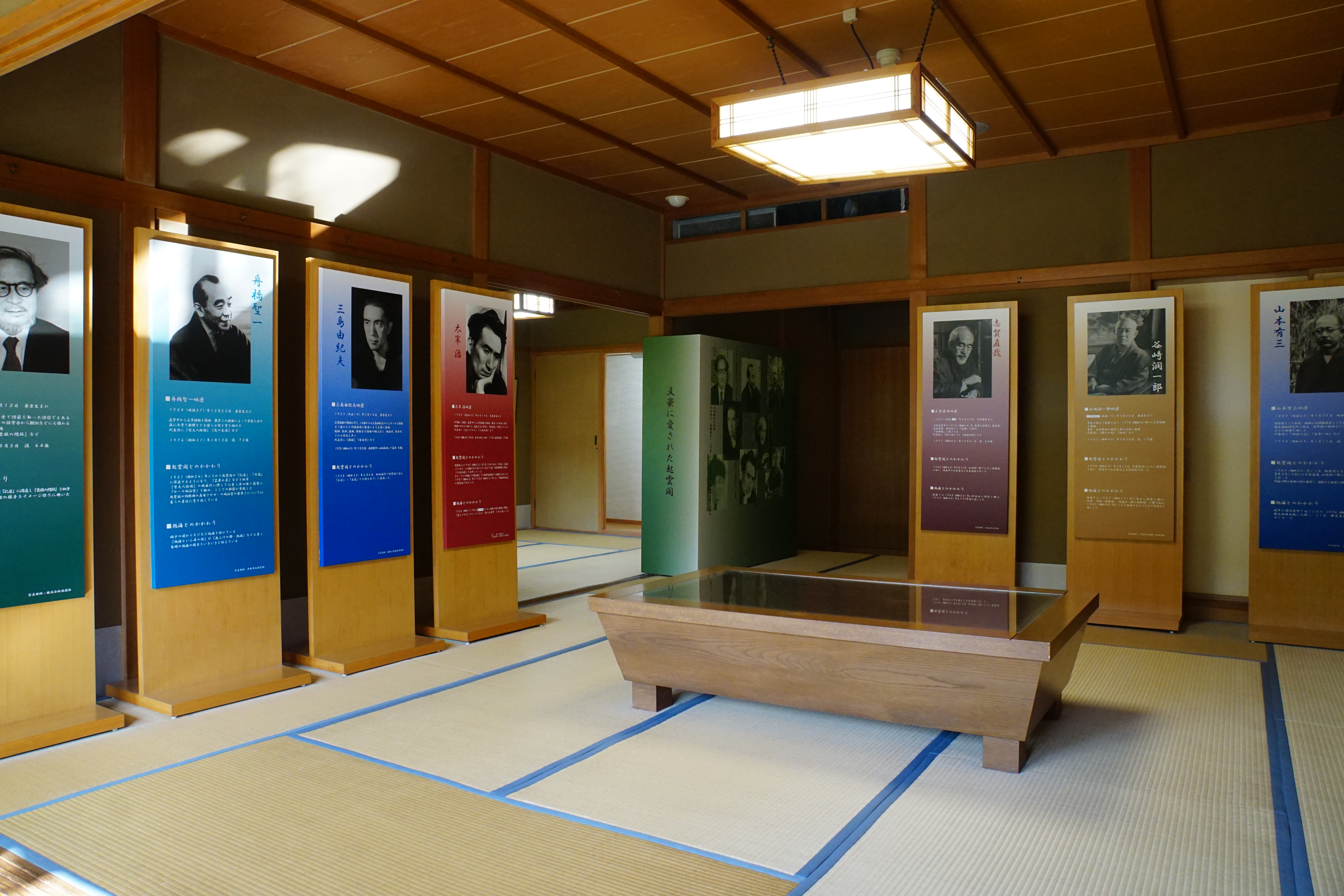
文豪の間

- 洋館2棟「玉姫・玉渓」「金剛・ローマ風浴室」
- 表門（正門）「薬医門」
- 常設展示室3室「文豪の間・初霜」「尾崎紅葉の間・春風」「坪内逍遙の間・松風」
- 企画展示室
- 体験工房
- 貸出部屋（ギャラリー、和室「鶯・千鳥・雲雀」、和室「藤・蔦・萩」、音楽サロン）
- 喫茶室やすらぎ
- 土蔵

## 登場する作品
- 映画『雪夫人絵図』（1950年、新東宝）
- ドラマ『不毛地帯』（2010年、フジテレビ）
- ドラマ『警部補 矢部謙三2』（2013年、テレビ朝日）[3]
- ドラマ『山田くんと7人の魔女』（2013年、フジテレビ）[4]
- 連続テレビ小説『花子とアン』（2014年、NHK）
- ドラマ『HERO』（2014年、フジテレビ）[5]
- ドラマ『上流階級〜富久丸百貨店外商部〜』（2015年、フジテレビ）[6]
- ドラマ『岸辺露伴は動かない』（2021年、NHK）
- 村上みつぐの歌「熱海恋しぐれ」PV